# 128P/Shoemaker-Holt 1
128P/Shoemaker-Holt 1, komet Jupiterove obitelji. 